# Jimmy Greaves

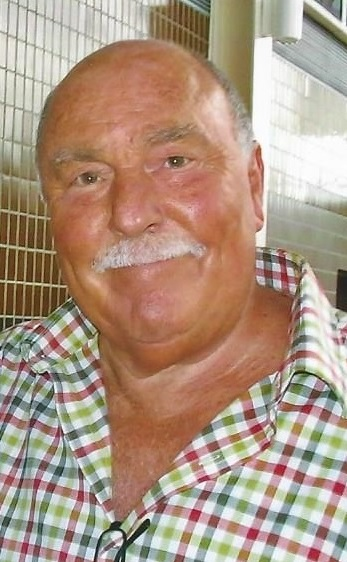
Jimmy Greaves roku 2007

James Peter "Jimmy" Greaves (20. únor 1940, Londýn – 19. září 2021) byl anglický fotbalista. Hrával na pozici útočníka. Byl výjimečným střelcem.
S anglickou fotbalovou reprezentací vyhrál mistrovství světa roku 1966 a získal bronzovou medaili na mistrovství Evropy roku 1968. Hrál též na mistrovství světa 1962. Celkem za národní tým odehrál 57 utkání a vstřelil v nich 44 gólů, což mu přisuzuje třetí příčku v historické tabulce nejlepších střelců anglického národního týmu.
S Tottenhamem Hotspur vyhrál v sezóně 1962/63 Pohár vítězů pohárů. Dvakrát s ním vybojoval FA Cup (1962, 1967). Šestkrát se stal nejlepším střelcem první anglické ligy (59, 61, 63, 64, 65, 69). Za celou svou kariéru nastřílel 366 prvoligových gólů (v 528 zápasech), 9 z nich v italské, zbytek – 357 – v anglické lize, což ho činí nejlepším střelcem této soutěže v historii.
V anketě Zlatý míč, která hledala nejlepšího fotbalistu Evropy, skončil roku 1963 třetí.